# Cadillac Serie 370
La Serie 370 è un'autovettura di lusso prodotta dalla Cadillac dal 1930 al 1934.

## Storia
Il modello venne presentato nell'ottobre del 1930 e fu in produzione fino alla fine del 1934. La Serie 370, che era dotata di un motore V12, venne inserita, nella gamma Cadillac, tra la Serie 355, che aveva montato un motore V8; e la Serie 452, che invece aveva installato un motore V16.
La sigla numerica del modello, 370, corrispondeva alla cilindrata del motore espressa in pollici cubi. Nello specifico, il propulsore aveva una cubatura di 6 L ed erogava 135 CV di potenza. L'alesaggio e la corsa erano, rispettivamente, 79,4 mm e 101,6 mm. Era offerta in diverse versioni che si differenziavano dal tipo di carrozzeria e dall'allestimento. Il prezzo di vendita era compreso tra i 3.395 e i 6.295 dollari. Nel 1933 il modello fu oggetto di un lieve aggiornamento.
È stata prodotta in circa 9.000 esemplari.